# Pokémon: Mewtwo Strikes Back — Evolution
Pokémon: Mewtwo Strikes Back — Evolution (no Brasil e em Portugal, Pokémon: Mewtwo Contra-Ataca — Evolução) é um filme de computação animada japonês de 2019 dirigida por Kunihiko Yuyama e Motonori Sakakibara. O filme é a 22ª edição da série de filmes de Pokémon este filme é um remake em CGI do primeiro filme da série. Foi primeiramente lançado no mercado americano no dia 4 de julho de 2019, antes de ser mundialmente na Netflix um ano depois.
No Japão, foi lançado em 12 de julho de 2019 por Toho. O filme foi animado na unidade CGI de OLM.
O filme estreou mundialmente na Netflix, no Pokémon Day em 27 de fevereiro de 2020.

## Elenco
| Personagem            | Japonês            | Inglês                 | Português brasileiro | Português europeu      |
| --------------------- | ------------------ | ---------------------- | -------------------- | ---------------------- |
| Satoshi (Ash Ketchum) | Rica Matsumoto     | Sarah Natochenny       | Charles Emmanuel     | Raquel Rosmaninho      |
| Kasumi (Misty)        | Mayumi Iizuka      | Michele Knotz          | Aline Guioli         | Helena Montez          |
| Takeshi (Brock)       | Yuji Ueda          | Bill Rogers            | Sérgio Cantú         | Pedro Almendra         |
| Pikachu               | Ikue Ōtani         | Ikue Ōtani             | Ikue Ōtani           | Ikue Ōtani             |
| Togepi                | Satomi Korogi      | Satomi Korogi          | Satomi Korogi        | Satomi Korogi          |
| Musashi (Jessie)      | Megumi Hayashibara | Michele Knotz          | Flávia Saddy         | Raquel Rosmaninho      |
| Kojirō (James)        | Shin-ichiro Miki   | James Carter Cathcart  | Thiago Fagundes      | Pedro Mendonça         |
| Nyarth (Meowth)       | Inuko Inuyama      | James Carter Cathcart  | Sérgio Stern         | Mário Santos           |
| Narrador              | Unshō Ishizuka     | Rodger Parsons         | Filipe Albuquerque   | Mário Santos           |
| Sakaki (Giovanni)     | Kenta Miyake       | Ted Lewis              | Ronaldo Júlio        | Rodrigo Santos         |
| Dr. Fuji              | Minoru Inaba       | Billy Bob Thompson     | Élcio Romar          | Paulo Freixinho        |
| Mew                   | Kōichi Yamadera    | Kōichi Yamadera        | Kōichi Yamadera      | Kōichi Yamadera        |
| Mewtwo                | Masachika Ichimura | Dan Green              | Guilherme Briggs     | Raúl Constante Pereira |
| Joy (Enfermeira Joy)  | Chika Fujimura     | Alyson Leigh Rosenfeld | Luisa Palomanes      | Joana Africano         |
| Voyager (Miranda)     | Sachiko Kobayashi  | Lisa Ortiz             | Mabel Cezar          | Joana Carvalho         |
| Sorao (Corey)         | Hiroshi Kamiya     | Ted Lewis              | Wirley Contaifer     | Miguel Magalhães       |
| Sweet (Neesha)        | Ayane Sakura       | Lisa Ortiz             | Sylvia Salustti      | Bárbara Correia        |
| Umio (Fergus)         | Hiroyuki Yoshino   | James Carter Cathcart  | Peterson Adriano     | Manuel Tur             |
| Raymond (Pirate)      | Raymond Johnson    | Raymond Johnson        | Mckeidy Lisita       | TBA                    |

## Lançamento

### Lançamentos Internacionais
| País           | Data de lançamento                                                 |
| -------------- | ------------------------------------------------------------------ |
| Japão          | 12 de julho de 2019                                                |
| Estados Unidos | 4 de julho de 2019 (Los Angeles) 27 de fevereiro de 2020 (Netflix) |
| Brasil         | 27 de fevereiro de 2020                                            |
| Portugal       | 27 de fevereiro de 2020                                            |